# بودن (آلمان)
بودن (به آلمانی: Boden) یک شهر در آلمان است که در وستروالدکرایس واقع شده‌است.